# Natora
Natora är en ort i Mexiko.   Den ligger i kommunen Sahuaripa och delstaten Sonora, i den nordvästra delen av landet, 1 400 km nordväst om huvudstaden Mexico City. Natora ligger 673 meter över havet och antalet invånare är 146.
Terrängen runt Natora är huvudsakligen kuperad. Natora ligger nere i en dal som går i nord-sydlig riktning.  Trakten runt Natora är nära nog obefolkad, med mindre än två invånare per kvadratkilometer. Det finns inga andra samhällen i närheten. I omgivningarna runt Natora växer huvudsakligen savannskog.